# 안드레이 수호베츠키
안드레이 알렉산드로비치 수호베츠키(러시아어: Андрей Александрович Суховецкий, 1974년 6월 27일~2022년 3월 2일)는 러시아의 장군으로, 2022년 러시아의 우크라이나 침공 과정에서 사망하였다.

## 전기
수호베츠키는 1974년 6월 27일에 태어났다. 1995년에 랴잔 육군 고급공수지휘학교를 졸업하고, 처음에는 소대장으로 복무하다가 점차 진급하였다. 북코카서스에서 군사 작전에 참여했으며 2008년 러시아-조지아 전쟁에서 압하지야 전선에서 참전하였다. 수호베츠키는 이후 시리아 내전에서의 러시아의 군사 개입에 참전했으며 2014년 크림 합병 당시 쌓은 공적으로 훈장을 받았다. 2018년부터 2021년까지 수호베츠키는 7 근위 산악 공습 사단을 이끌었다.
소장으로 진급하고, 수호베츠키는 2021년 10월에 제41연합군 부사령관으로 임명되었다. 여기서 2022년 러시아의 우크라이나 침공에 참전하였다. 또한 침공 동안 스페츠나츠 군대를 이끌었으나, 우크라이나 소식통에 따르면 3월 2일 우크라이나 전투에서 사망했다. 인디펜던트는 군 정보원에 따르면 수호베츠키가 저격수의 총에 맞았다고 하였다. 러시아 참전용사 그룹 컴뱃 브라더후드의 대리인이 VK에서 수호베츠키의 사망을 발표하면서 수호베츠키의 사망이 처음으로 확인되었다 나중에 블라디미르 푸틴 대통령도 연설에서 수호베츠키의 사망을 언급했다.